# Saison 1989-1990 de la LHOu
Saison précédente Saison suivante
La saison 1989-1990 est la 24e saison de hockey sur glace de la Ligue de hockey de l'Ouest. Les Blazers de Kamloops remporte la Coupe du Président en battant en finale les Hurricanes de Lethbridge. 

## Saison régulière

### Classement
| Division Est             | PJ | V  | D  | N | Pts | BP  | BC  |
| ------------------------ | -- | -- | -- | - | --- | --- | --- |
| Hurricanes de Lethbridge | 72 | 51 | 17 | 4 | 106 | 465 | 270 |
| Raiders de Prince Albert | 72 | 38 | 33 | 1 | 77  | 301 | 293 |
| Pats de Regina           | 72 | 34 | 31 | 7 | 75  | 332 | 329 |
| Blades de Saskatoon      | 72 | 33 | 34 | 5 | 71  | 325 | 354 |
| Tigers de Medicine Hat   | 72 | 32 | 38 | 2 | 66  | 298 | 331 |
| Broncos de Swift Current | 72 | 29 | 39 | 4 | 62  | 323 | 351 |
| Wheat Kings de Brandon   | 72 | 28 | 38 | 6 | 62  | 276 | 325 |
| Warriors de Moose Jaw    | 72 | 28 | 41 | 3 | 59  | 287 | 330 |

| Division Ouest           | PJ | V  | D  | N | Pts | BP  | BC  |
| ------------------------ | -- | -- | -- | - | --- | --- | --- |
| Blazers de Kamloops      | 72 | 56 | 16 | 0 | 112 | 484 | 278 |
| Thunderbirds de Seattle  | 72 | 52 | 17 | 3 | 107 | 444 | 295 |
| Americans de Tri-City    | 72 | 39 | 28 | 5 | 83  | 433 | 354 |
| Chiefs de Spokane        | 72 | 30 | 37 | 5 | 65  | 334 | 344 |
| Winter Hawks de Portland | 72 | 24 | 45 | 3 | 51  | 322 | 426 |
| Cougars de Victoria      | 72 | 5  | 65 | 2 | 12  | 221 | 565 |

### Meilleurs pointeurs
| Joueur         | Équipe     | PJ | B  | A   | Pts | Pun |
| -------------- | ---------- | -- | -- | --- | --- | --- |
| Len Barrie     | Kamloops   | 70 | 85 | 100 | 185 | 108 |
| Glen Goodall   | Seattle    | 67 | 76 | 87  | 163 | 83  |
| Victor Gervais | Seattle    | 69 | 64 | 96  | 160 | 180 |
| Phil Huber     | Kamloops   | 72 | 63 | 89  | 152 | 176 |
| Brian Sakic    | Tri-City   | 66 | 53 | 99  | 152 | 12  |
| Petr Nedvěd    | Seattle    | 71 | 65 | 80  | 145 | 80  |
| Stu Barnes     | Tri-City   | 63 | 52 | 92  | 144 | 165 |
| Corey Lyons    | Lethbridge | 72 | 63 | 79  | 142 | 26  |
| Wes Walz       | Lethbridge | 56 | 54 | 86  | 140 | 69  |
| Bryan Bosch    | Lethbridge | 72 | 48 | 90  | 138 | 34  |

## Séries éliminatoires
Nota: une rencontre de bris d'égalité fut effectué entre les Broncos de Swift Current et les Wheat Kings de Brandon pour départager le détenteur de la sixième position de la division Est. Swift Current remporta cette rencontre en prolongation par la marque de cinq à quatre et accèda ainsi aux séries éliminatoires. 
|  | Huitièmes de finale      | Huitièmes de finale      |                          |   | Quarts de finale | Quarts de finale |  |  | Demi-finales | Demi-finales |  |  | Finale | Finale |
|  | Huitièmes de finale      | Huitièmes de finale      |                          |   | Quarts de finale | Quarts de finale |  |  | Demi-finales | Demi-finales |  |  | Finale | Finale |
|  |                          |                          |                          |   |                  |                  |  |  |              |              |  |  |        |        |
|  |                          |                          |                          |   |                  |                  |  |  |              |              |  |  |        |        |
|  |                          |                          |                          |   |                  |                  |  |  |              |              |  |  |        |        |
|  | Hurricanes de Lethbridge |                          |                          |   |                  |                  |  |  |              |              |  |  |        |        |
|  |                          |                          |                          |   |                  |                  |  |  |              |              |  |  |        |        |
|  | Laissé-passé             |                          |                          |   |                  |                  |  |  |              |              |  |  |        |        |
|  | Hurricanes de Lethbridge | 4                        |                          |   |                  |                  |  |  |              |              |  |  |        |        |
|  | Hurricanes de Lethbridge | 4                        |                          |   |                  |                  |  |  |              |              |  |  |        |        |
|  |                          | Blades de Saskatoon      | 3                        |   |                  |                  |  |  |              |              |  |  |        |        |
|  | Blades de Saskatoon      | Blades de Saskatoon      | 3                        | 3 |                  |                  |  |  |              |              |  |  |        |        |
|  | Blades de Saskatoon      |                          |                          | 3 |                  |                  |  |  |              |              |  |  |        |        |
|  | Tigers de Medicine Hat   | 0                        |                          |   |                  |                  |  |  |              |              |  |  |        |        |
|  | Tigers de Medicine Hat   | 0                        | Hurricanes de Lethbridge | 4 |                  |                  |  |  |              |              |  |  |        |        |
|  |                          |                          | Hurricanes de Lethbridge | 4 |                  |                  |  |  |              |              |  |  |        |        |
|  |                          | Raiders de Prince Albert | 3                        |   |                  |                  |  |  |              |              |  |  |        |        |
|  | Raiders de Prince Albert | Raiders de Prince Albert | 3                        |   |                  |                  |  |  |              |              |  |  |        |        |
|  |                          |                          |                          |   |                  |                  |  |  |              |              |  |  |        |        |
|  | Laissé-passé             |                          |                          |   |                  |                  |  |  |              |              |  |  |        |        |
|  | Raiders de Prince Albert | 4                        |                          |   |                  |                  |  |  |              |              |  |  |        |        |
|  | Raiders de Prince Albert | 4                        |                          |   |                  |                  |  |  |              |              |  |  |        |        |
|  |                          | Pats de Regina           | 3                        |   |                  |                  |  |  |              |              |  |  |        |        |
|  | Pats de Regina           | Pats de Regina           | 3                        | 3 |                  |                  |  |  |              |              |  |  |        |        |
|  | Pats de Regina           |                          |                          | 3 |                  |                  |  |  |              |              |  |  |        |        |
|  | Broncos de Swift Current | 1                        |                          |   |                  |                  |  |  |              |              |  |  |        |        |
|  | Broncos de Swift Current | 1                        | Hurricanes de Lethbridge | 1 |                  |                  |  |  |              |              |  |  |        |        |
|  |                          |                          | Hurricanes de Lethbridge | 1 |                  |                  |  |  |              |              |  |  |        |        |
|  |                          | Blazers de Kamloops      | 4                        |   |                  |                  |  |  |              |              |  |  |        |        |
|  | Blazers de Kamloops      | Blazers de Kamloops      | 4                        |   |                  |                  |  |  |              |              |  |  |        |        |
|  |                          |                          |                          |   |                  |                  |  |  |              |              |  |  |        |        |
|  | Qualifié                 |                          |                          |   |                  |                  |  |  |              |              |  |  |        |        |
|  | Blazers de Kamloops      | 5                        |                          |   |                  |                  |  |  |              |              |  |  |        |        |
|  | Blazers de Kamloops      | 5                        |                          |   |                  |                  |  |  |              |              |  |  |        |        |
|  |                          | Chiefs de Spokane        | 1                        |   |                  |                  |  |  |              |              |  |  |        |        |
|  | Chiefs de Spokane        | Chiefs de Spokane        | 1                        |   |                  |                  |  |  |              |              |  |  |        |        |
|  |                          |                          |                          |   |                  |                  |  |  |              |              |  |  |        |        |
|  | Qualifié                 |                          |                          |   |                  |                  |  |  |              |              |  |  |        |        |
|  | Blazers de Kamloops      | 5                        |                          |   |                  |                  |  |  |              |              |  |  |        |        |
|  | Blazers de Kamloops      | 5                        |                          |   |                  |                  |  |  |              |              |  |  |        |        |
|  |                          | Thunderbirds de Seattle  | 1                        |   |                  |                  |  |  |              |              |  |  |        |        |
|  | Thunderbirds de Seattle  | Thunderbirds de Seattle  | 1                        |   |                  |                  |  |  |              |              |  |  |        |        |
|  |                          |                          |                          |   |                  |                  |  |  |              |              |  |  |        |        |
|  | Qualifié                 |                          |                          |   |                  |                  |  |  |              |              |  |  |        |        |
|  | Thunderbirds de Seattle  | 5                        |                          |   |                  |                  |  |  |              |              |  |  |        |        |
|  | Thunderbirds de Seattle  | 5                        |                          |   |                  |                  |  |  |              |              |  |  |        |        |
|  |                          | Americans de Tri-City    | 2                        |   |                  |                  |  |  |              |              |  |  |        |        |
|  | Americans de Tri-City    | Americans de Tri-City    | 2                        |   |                  |                  |  |  |              |              |  |  |        |        |
|  |                          |                          |                          |   |                  |                  |  |  |              |              |  |  |        |        |
|  | Qualifié                 |                          |                          |   |                  |                  |  |  |              |              |  |  |        |        |
|  |                          |                          |                          |   |                  |                  |  |  |              |              |  |  |        |        |

## Honneurs et trophées
- Trophée Scotty-Munro, remis au champion de la saison régulière : Blazers de Kamloops.
- Trophée commémoratif des quatre Broncos, remis au meilleur joueur : Glen Goodall, Thunderbirds de Seattle.
- Trophée Daryl-K.-(Doc)-Seaman, remis au meilleur joueur étudiant : Jeff Nelson, Raiders de Prince Albert.
- Trophée Bob-Clarke, remis au meilleur pointeur : Len Barrie, Blazers de Kamloops.
- Trophée Brad-Hornung, remis au joueur ayant le meilleur esprit sportif : Bryan Bosch, Hurricanes de Lethbridge.
- Trophée commémoratif Bill-Hunter, remis au meilleur défenseur : Kevin Haller, Pats de Regina.
- Trophée Jim-Piggott, remis à la meilleure recrue : Petr Nedvěd, Thunderbirds de Seattle.
- Trophée Del-Wilson, remis au meilleur gardien : Trevor Kidd, Wheat Kings de Brandon.
- Trophée Dunc-McCallum, remis au meilleur entraîneur : Ken Hitchcock, Blazers de Kamloops.
- Trophée Lloyd-Saunders, remis au membre exécutif de l'année : Russ Farwell, Thunderbirds de Seattle.
- Trophée St. Clair Group, remis au meilleur membre des relations publique : Jeff Chynoweth, Hurricanes de Lethbridge.
- Trophée plus-moins de la WHL, remis au joueur ayant le meilleur ratio +/- : Len Barrie, Blazers de Kamloops.